# Kolumna Trajana (film)
Kolumna Trajana (rum. Columna) – rumuński film historyczny z 1968 roku. Akcja toczy się w czasach starożytnych. Tematem filmu jest wojna toczona przez Imperium Rzymskie przeciwko Dacji (na terenie dzisiejszej Rumunii).

## Obsada
- Richard Johnson – Tyberiusz
- Mircea Albulescu – Tyberiusz (głos)
- Antonella Lualdi – Andrada
- Valeria Gagealov – Andrada (głos)
- Ilarion Ciobanu – Gerula
- Florin Piersic – Sabinus
- Ștefan Ciubotărașu – Jednoręki
- Amza Pellea – Decebal
- Emil Botta – najwyższy kapłan
- Gheorghe Dinică – Bastus
- Sidonia Manolache – Zia
- Amedeo Nazzari – cesarz Trajan
- Geo Barton – cesarz Trajan (głos)
- Franco Interlenghi – Optimus
- Gheorghe Cozorici – Optimus (głos)

## Wersja polska
Reżyseria: Jerzy Twardowski

Wystąpili:
- Stanisław Zaczyk – Tyberiusz
- Anna Łubieńska – Andrada
- Ignacy Machowski – Gerula
- Tadeusz Czechowski – Sabinus
- Leon Pietraszkiewicz – Jednoręki
- Jerzy Tkaczyk – Decebal
- Stanisław Milski – najwyższy kapłan
- Konrad Morawski – Bastus
- Teresa Olenderczyk – Zia
- Zygmunt Maciejewski – cesarz Trajan
- Zygmunt Listkiewicz – Optimus

Źródło: 